# Ernesto Fagundes
Ernesto Vilaverde Fagundes (Alegrete, 18 de janeiro de 1968) é um músico, compositor e cantor brasileiro de música regional gaúcha e instrumentista de bombo leguero.
Juntamente com o pai Bagre Fagundes, os irmãos Neto Fagundes e Paulinho Fagundes, integra o conjunto musical denominado Os Fagundes.

## Biografia
Ernesto Fagundes começou sua carreira profissional aos 8 anos de idade, apresentando-se no CTG Vanqueanos da Fronteira, onde executava a tradicional dança da chula. Pouco tempo depois, passou a acompanhar o pai em festivais nativistas, tocando bombo legüero. Em 1985, mudou-se para Porto Alegre com a família, onde terminou seus estudos secundários. No ano seguinte, participou, com seus familiares, da gravação do LP Fagundaço.
Em 1995, gravou seu primeiro disco individual, intitulado Ernesto Fagundes. Dois anos mais tarde, lançou o álbum Guevara Vivo, em homenagem aos trinta anos da morte do revolucionário Che Guevara. Álbum este que levou Ernesto a cantar para mais de 50.000 pessoas no Fórum Social Mundial em Porto Alegre.
Em 1998, lançou o CD Sul pela USA Discos. Com o irmão Neto e o tio Nico, participou do evento "Tempo de Brasil", no Museu do Louvre, em Paris, durante a Copa do Mundo. O CD Sul foi indicado ao Prêmio Açorianos de Música, na categoria Regional. Em 1999, vence o Festival Grito do Nativismo de Jaguari, interpretando a chacarera "Xucra e Forte". Em fevereiro de 2000, apresentou-se em Havana (Cuba), no Projeto Cultural Sur com o espetáculo Guevara Vivo acompanhado dos músicos Paulinho Fagundes na guitarra, Ricardo Baumgarten no baixo e Kiko Freitas na bateria.
Em seguida, gravou seu quarto álbum, em 2001, com o título A Hora do Mate, mesmo nome do programa que passaria a apresentar na Rádio Rural, por 13 anos. Em 2004 Ernesto Fagundes recebeu o Troféu Guri da Rádio Gaúcha como personalidade de destaque na cultura do Rio Grande do Sul. Ernesto Fagundes foi o 1º lugar no 20º Musicanto Sul-americano de nativismo e 1º Lugar na 22ª Moenda da Canção dois dos principais festivais de música do Rio Grande do Sul.
No final de 2007, lançou o CD Coração do Rio Grande com 5 indicações ao Açorianos de música de Porto Alegre. Em 2008, Ernesto recebeu o título honorífico de Cidadão de Porto Alegre. Com o grupo Os Fagundes lançou 3 CDs e 1 DVD gravado ao vivo no Theatro São Pedro.
Em 2010/2011 Ernesto foi protagonista de Origens, um documentário que foi filmado em Santiago del Estero, na Argentina, sobre o bombo leguero, que levou Ernesto ao Festival de Cinema de Gramado. Origens também foi lançado em DVD e CD.
Em 2012 lançou Histórias de Gildo de Freitas uma homenagem ao Rei dos Trovadores.Em 2013 participou com Os Fagundes da Festa Nacional do Chamamé em Corrientes, Argentina com a cantora Teresa Parodi. No dia 13 de setembro de 2013 comemorou ao lado do grupo Os Fagundes os 30 anos de Canto Alegretense num grande espetáculo no Auditório Araújo Vianna em Porto Alegre.Em 2014, Ernesto Fagundes lançou o CD Crioulo, parcerias com o poeta Nico Fagundes, com o violeiro Paulinho Fagundes e o argentino Martín Sued, no bandoneón. Em janeiro de 2015, Ernesto Fagundes foi um dos artistas brasileiros na Festa Nacional do Chamamé em Corrientes na Argentina. Também participou do show de abertura do 5º Festival Internacional Sesc de Música em Pelotas ao lado do violonista Yamandu Costa e da Orquestra de Câmara do Theatro São Pedro. Em fevereiro de 2015, foi a São Paulo participar do Concerto Fronteira com Yamandu Costa e a Orquestra Mato Grosso. Em Março fez 10 shows na Itália com Os Fagundes, Elton Saldanha e o músico argentino Daniel Alejandro Brittes no projeto Caravana Chamamecera.
Em setembro lançou com Os Fagundes o DVD ao vivo no Auditório Araújo Vianna. Participou da Bienal da Música Contemporânea no Rio de Janeiro na composição Tempo e Memória do Maestro Antônio Borges Cunha. É um dos protagonistas  da série em formato documentário musical Tá no sangue, que trata da origem e formação artística da família Fagundes. Em julho de 2016 lançou o DVD Aires de Fronteira que foi indicado ao a DVD do ano no Prêmio Açorianos de Música. Em outubro de 2016, Ernesto Fagundes representou o Brasil em Buenos Aires no Projeto Triple Frontera no auditório da Usina del Arte. Em novembro do mesmo ano se apresentou ao lado de Yamandu Costa e a Orquestra Filarmônica de Calgary no Canadá, concerto regido pelo Maestro Roberto Minczuk. Em 2017 grava o CD Los Orientales ao lado do violinista Vagner Cunha. Apresentou o Concerto Fronteira com Yamandu Costa no Principado de Mônaco acompanhado da Orquestra Filarmônica de Monte Carlo com regência da Maestrina mexicana Alondra de la Parra. Em 2018 a série Tá no Sangue é lançada em DVD e indicada ao DVD do ano no Prêmio Açorianos. Em 2019 é um dos comandantes do projeto Verão Gaúcho com Os Fagundes no litoral norte. Em maio participa com Yamandu Costa do Encontro de Gerações na Música Instrumental Brasileira no Teatro Sérgio Cardoso em São Paulo. Em outubro juntamente com Os Fagundes recebe uma homenagem na Mostra Elite Design com o espaço "Fagundes, raízes do sul" e canta em Santa Maria acompanhado da Orquestra Filarmônia da UFSM na homenagem ao poeta Antônio Augusto Ferreira.

## Discografia

### Álbuns de estúdio
| Ano  | Álbum                                | Gravadora                         |
| ---- | ------------------------------------ | --------------------------------- |
| 1995 | Ernesto Fagundes                     | USA Discos                        |
| 1997 | Guevara Vivo                         | Funcultura                        |
| 1998 | Sul                                  | USA Discos                        |
| 2001 | A Hora do Mate                       | Mega Tchê/Rádio Rural             |
| 2007 | Coração do Rio Grande                | Bela Música/Galpão Crioulo Discos |
| 2010 | Origens                              |                                   |
| 2012 | Histórias de Gildo de Freitas        |                                   |
| 2014 | Crioulo                              |                                   |
| 2015 | Os Fagundes ao vivo no Araújo Vianna |                                   |
| 2016 | DVD Aires de Fronteira               |                                   |
| 2017 | CD Los Orientales                    |                                   |
| 2018 | DVD Tá no sangue                     |                                   |

## Prêmios e indicações

### Prêmio Açorianos
| Ano  | Categoria                     | Indicação             | Resultado |
| ---- | ----------------------------- | --------------------- | --------- |
| 1998 | Disco de Música Regional      | Sul                   | Indicado  |
| 1999 | Espetáculo de Música Regional | Guevara Vivo          | Indicado  |
| 2007 | Compositor de Música Regional | Ernesto Fagundes      | Indicado  |
| 2007 | Intérprete de Música Regional | Ernesto Fagundes      | Indicado  |
| 2007 | Disco de Música Regional      | Coração do Rio Grande | Indicado  |
| 2007 | Espetáculo do Ano             | Coração do Rio Grande | Indicado  |
| 2010 | DVD do Ano                    | Origens               | Indicado  |
| 2010 | Intérprete de Música Regional | Ernesto Fagundes      | Indicado  |
| 2015 | DVD do Ano                    | Aires de Fronteira    | Indicado  |